# Marjorie Bruce
Marjorie Bruce, född 1296, död 1316, var en skotsk prinsessa.
Hon var dotter till kung Robert I av Skottland och Isabella av Mar. Inte mycket är känt om hennes mor, som avled vid 19 års ålder kort efter hennes födelse, utöver legenden om att föräldrarna älskade varandra mycket; äktenskapet hade dock arrangerats som en klandiplomatisk uppgörelse mellan de skotska klanerna. Marjorie var deras enda barn. Hennes far gifte om sig 1302.  
I mars 1306 besteg hennes far den skotska tronen. Efter nederlaget mot engelsmännen i Slaget vid Methven i juni 1306 sände kung Robert sin hustru Elizabeth de Burgh, sin dotter Marjorie Bruce och sina systrar Christina Bruce och Mary Bruce till Isabella MacDuff, Countess of Buchan, men i juni tillfångatogs de av Uilleam II, Earl of Ross, som överlämnade dem i engelsk fångenskap. 
Elizabeth de Burgh sattes i husarrest på en herrgård i Yorkshire och Marjorie Bruce och Christina Bruce i var sitt kloster, medan Mary Bruce och Isabella MacDuff fängslades i burar hängande från Roxburgh Castle respektive Berwick Castle. Den behandling som utdömdes till Isabella och Mary var uttryckligen menat som ett förödmjukande straff, då de utsattes för elementen och allmänhetens blickar. I Isabellas fall motiverade kung Edvard I det med att hon inte hade dödat någon och därför inte skulle dödas, men att hon hade åsett och medverkat i kröningen, vilket var en handling av förräderi, och att hon därför skulle utställas till allmän varnagel tills hon dog och sedan även efter döden, för att tjäna som avskräckande exempel. Mary utsattes för samma behandling. En bur förbereddes för Marjorie, men kungen avstod till slut från att använda den, kanske på grund av hennes ålder. Elizabeth undslapp detta straff därför att kungen ville få stöd från hennes födelseklan, men varför Christina slapp samma straff är okänt. 
Hon gifte sig 1315 med Walter Stewart, 6. High Steward av Skottland. 
Hon avled i barnsäng sedan ett fall från en häst förorsakad en för tidig födsel. Hennes giftermål med Walter Stewart gjorde att ätten Stuart hamnade på Skottlands tron genom hennes son Robert II av Skottland, som ärvde tronen av hennes bror 1371. 